# Eccellenza Abruzzo 2016-2017
Il campionato italiano di calcio di Eccellenza regionale 2016-2017 è il ventiseiesimo organizzato in Italia. Rappresenta il quinto livello del calcio italiano.

## Stagione

### Novità
Rispetto alla precedente stagione arrivano nel massimo campionato regionale dalla Promozione la Virtus Teramo, il Penne, e dopo la vittoria dei play-off i Nerostellati Pratola; dopo quattro stagioni di Serie D torna nel massimo campionato regionale anche l'Amiternina.
A causa della promozione del Pineto e della mancata iscrizione del Giulianova (neo-retrocessa dalla Serie D) vengono ripescato in Eccellenza il Sambuceto ed il River Casale 65 che cambia denominazione in River Chieti 65.
Per la sesta volta consecutiva la provincia di Chieti è la più rappresentata con sei squadre, seguita da quella di Teramo che diminuisce di un'unità il proprio numero passando da quota sei a cinque, e per la seconda stagione consecutiva non è prevista nessuna stracittadina.

### Formula
La formula del campionato prevede la promozione diretta in Serie D per la squadra che giunge in prima posizione in campionato, con play-off tra le squadre comprese tra la seconda e la quinta posizione per l'accesso agli spareggi nazionali. Lo schema prevede semifinali in partita unica tra la seconda e la quinta e tra la terza e la quarta classificata da disputarsi in casa della squadra con la miglior posizione tra le due; in caso di distanza in classifica superiore ai nove punti tra le due contendenti la semifinale non si disputa e la squadra meglio classificata accede alla finale; questa si terrà in campo neutro tra le due squadre qualificate, e la vincente accederà agli spareggi interregionali per la promozione in Serie D.
I play-off regionali non verranno disputati qualora la seconda classificata abbia più di nove punti di vantaggio sulla terza, accedendo così direttamente alla fase nazionale.
Qualora tra le squadre in zona play-off sia presente una squadra già promossa in Serie D tramite la Coppa Italia Dilettanti 2015-2016, subentrerà ad essa la sesta classificata.
Le retrocessioni nel campionato di Promozione possono essere tre o quattro, in base ai risultati derivanti dalla Serie D; la squadra in diciottesima posizione retrocede direttamente, mentre le società tra la quattordicesima e la diciassettesima posizione disputano i play-out con una griglia speculare a quella dei play-off (14ª-17ª e 15ª-16ª), in partita secca in casa della meglio classificata, le due sconfitte retrocedono anch'esse di categoria; qualora si renda necessario si disputa anche un ulteriore spareggio fra le due vincenti per decretare la quarta squadra retrocessa. Nel caso di un divario in classifica tra le due contendenti di almeno dieci punti il play-out in questione non si disputa e si ha la retrocessione diretta della peggior classificata.

### Avvenimenti
Il Paterno e il Francavilla sono le due squadre, alla vigilia, favorite per il salto di categoria. Dietro di loro Renato Curi Angolana, Morro d'Oro, Martinsicuro, Cupello e San Salvo potrebbero fare da antagoniste.
Grande avvio del Sambuceto che dopo qualche giornata si trova in testa alla classifica, ma viene poi scavalcato dall'Alba Adriatica. Le due pretendenti sono comunque in zona play-off, insieme al San Salvo e al Martinsicuro. Buona partenza anche del Capistrello. Nelle retrovie, partenza sottotono per la Renato Curi Angolana, con tre punti in cinque partite, e per il Penne, fermo a quota zero dopo sei gare. A metà ottobre, le due favorite, il Martinsicuro e il San Salvo sono le quattro squadre in testa alla classifica. Oltre a loro, le sorprese Acqua e Sapone e Nerostellati e l'Alba Adriatica. Iniziano a risalire il Cupello e l'Angolana.
Dopo la sorprendente partenza, il Sambuceto viene risucchiato nel gruppo. A fine ottobre, la classifica vede il Martinsicuro al comando, seguito dal Francavilla, Alba Adriatica, Acqua e Sapone, Paterno e San Salvo (con una partita in meno). Tuttavia, il Francavilla torna in testa la giornata successiva, approfittando della sconfitta del Martinsicuro contro i cugini albensi. Nel frattempo, la super favorita Paterno, reduce da un campionato fin qui molto deludente in confronto alle aspettative, esonera mister Iodice sostituendolo con Alessandro Lucarelli, ex allenatore dell'Avezzano. La rivelazione dei Nerostellati, invece, dopo quindici giornate, si trovano in terza posizione. Il Morro d'Oro inizia a lasciare la zona calda, dove resta invece, il Penne.
Al giro di boa, il Francavilla comanda la classifica, seguito dal Martinsicuro, l'Angolana, il Paterno e i Nerostellati. Dopo la pausa natalizia, il Francavilla entra in crisi e il gruppo si compatta. Il Martinsicuro e i Nerostellati, da febbraio, iniziano a duellare per il primo posto, con gli adriatici sempre in leggero vantaggio. Il terzo incomodo è il Paterno, che manterrà la posizione fino alla fine del torneo. All'ultima giornata viene deciso il campionato: i Nerostellati battono il Capistrello per 3-2, mentre il Martinsicuro viene fermato dal Morro d'Oro. Nelle ultime partite si riprendono il Francavilla e l'Alba Adriatica, che entrano nei play-off, rispettivamente in quarta e quinta posizione, a scapito della RC Angolana, che complice un finale di campionato non esaltante, chiude sesta.

## Squadre partecipanti
| Club                       | Città (provincia)                     | Stadio                       | Stagione 2015-2016         |
| -------------------------- | ------------------------------------- | ---------------------------- | -------------------------- |
| A.S.D. 2000 Acqua e Sapone | Montesilvano (PE)                     | Stadio Comunale Montesilvano | 13ª in Eccellenza Abruzzo  |
| A.S.D. Alba Adriatica      | Alba Adriatica (TE)                   | Stadio Comunale Luca Vallese | 10ª in Eccellenza Abruzzo  |
| S.P.D. Amiternina          | Scoppito (AQ)                         | Stadio Comunale di Scoppito  | 18ª in Serie D/Girone F    |
| A.S.D. Capistrello         | Capistrello (AQ)                      | Stadio Comunale              | 9ª in Eccellenza Abruzzo   |
| A.S.D. Cupello             | Cupello (CH)                          | Stadio Comunale              | 12ª in Eccellenza Abruzzo  |
| A.S.D. Francavilla         | Francavilla al Mare (CH)              | Stadio Comunale Valle Anzuca | 8ª in Eccellenza Abruzzo   |
| A.S.D. Martinsicuro        | Martinsicuro (TE)                     | Stadio Alberto Tommolini     | 4ª in Eccellenza Abruzzo   |
| A.S.D. Miglianico          | Miglianico (CH)                       | Stadio Fratelli Ciavatta     | 11ª in Eccellenza Abruzzo  |
| A.S.D. Montorio 88         | Montorio al Vomano (TE)               | Stadio Giampiero Pigliacelli | 15ª in Eccellenza Abruzzo  |
| A.S.D. Morro d'Oro         | Morro d'Oro (TE)                      | Stadio Comunale              | 7ª in Eccellenza Abruzzo   |
| A.S.D. Nerostellati        | Pratola Peligna (AQ)                  | Stadio Ezio Ricci            | 3ª in Promozione Abruzzo/A |
| A.S.D. Penne               | Penne (PE)                            | Stadio Comunale              | 1ª in Promozione Abruzzo/B |
| A.S.D. River Chieti 65     | Chieti                                | Stadio Comunale              | 6ª in Promozione Abruzzo/B |
| A.S.D. Paterno             | Paterno (Avezzano) (AQ)               | Stadio dei Marsi             | 2ª in Eccellenza Abruzzo   |
| Renato Curi Angolana       | Città Sant'Angelo (PE)                | Stadio Leonardo Petruzzi     | 6ª in Eccellenza Abruzzo   |
| A.S.D. Sambuceto Calcio    | Sambuceto (San Giovanni Teatino) (CH) | Stadio Comunale              | 14ª in Eccellenza Abruzzo  |
| U.S. San Salvo A.S.D.      | San Salvo (CH)                        | Stadio Comunale Davide Bucci | 5ª in Eccellenza Abruzzo   |
| A.S.D. Virtus Teramo       | Teramo                                | Stadio Comunale Dino Besso   | 1ª in Promozione Abruzzo/A |

## Allenatori

### Tabella riassuntiva
| Club           | Allenatore            | In carica da      |
| -------------- | --------------------- | ----------------- |
| Acqua&Sapone   | Giuseppe Naccarella   | 1 agosto 2011     |
| Amiternina     | Aldo Di Corcia        | 13 luglio 2016    |
| Alba Adriatica | Pasquale Di Serafino  | 15 luglio 2012    |
| Capistrello    | Antonio Torti         | 25 settembre 2014 |
| Cupello        | Giuseppe Di Francesco | 16 luglio 2014    |
| Francavilla    | Fabio Montani         | 27 marzo 2017     |
| Martinsicuro   | Guido Di Fabio        | 16 maggio 2015    |
| Miglianico     | Mario D'Ambrosio      | 15 giugno 2015    |
| Montorio 88    | Michele De Feudis     | 18 ottobre 2016   |
| Nerostellati   | Matteo Di Marzio      | 10 luglio 2015    |
| Penne          | Paolo Savini          | 22 settembre 2016 |
| River Casale   | Luciano Miani         | 4 luglio 2016     |
| Morro d'Oro    | Nico D'Eugenio        | 18 novembre 2016  |
| Paterno        | Alessandro Lucarelli  | 19 novembre 2016  |
| R.C. Angolana  | Paolo Rachini         | 2 luglio 2016     |
| Sambuceto      | Alessandro Tatomir    | 22 giugno 2016    |
| San Salvo      | Massimo Marinucci     | 6 dicembre 2016   |
| Virtus Teramo  | Guerino Capitanio     | 13 giugno 2015    |

## Classifica
Fonte:
|  | Pos. | Squadra        | Pt | G  | V  | N  | P  | GF | GS | DR  |
|  | ---- | -------------- | -- | -- | -- | -- | -- | -- | -- | --- |
|  | 1.   | Nerostellati   | 68 | 34 | 21 | 5  | 8  | 49 | 27 | +22 |
|  | 2.   | Martinsicuro   | 66 | 34 | 18 | 12 | 4  | 51 | 23 | +28 |
|  | 3.   | Paterno        | 62 | 34 | 19 | 5  | 10 | 55 | 39 | +16 |
|  | 4.   | Francavilla    | 62 | 34 | 17 | 11 | 6  | 56 | 38 | +18 |
|  | 5.   | Alba Adriatica | 61 | 34 | 18 | 7  | 9  | 50 | 37 | +13 |
|  | 6.   | R.C. Angolana  | 56 | 34 | 15 | 11 | 8  | 52 | 36 | +16 |
|  | 7.   | Sambuceto      | 53 | 34 | 14 | 11 | 9  | 55 | 37 | +18 |
|  | 8.   | Capistrello    | 46 | 34 | 13 | 7  | 14 | 34 | 40 | -6  |
|  | 9.   | Cupello        | 44 | 34 | 12 | 8  | 14 | 47 | 52 | -5  |
|  | 10.  | San Salvo      | 42 | 34 | 12 | 6  | 16 | 37 | 48 | -11 |
|  | 11.  | Penne (-1)     | 40 | 34 | 11 | 8  | 15 | 33 | 41 | -8  |
|  | 12.  | Acqua&Sapone   | 39 | 34 | 10 | 9  | 15 | 46 | 56 | -10 |
|  | 13.  | River Casale   | 37 | 34 | 10 | 7  | 17 | 39 | 49 | -10 |
|  | 14.  | Montorio 88    | 37 | 34 | 10 | 7  | 17 | 30 | 50 | -20 |
|  | 15.  | Morro d'Oro    | 36 | 34 | 8  | 12 | 14 | 30 | 41 | -11 |
|  | 16.  | Miglianico     | 34 | 34 | 8  | 10 | 16 | 32 | 50 | -18 |
|  | 17.  | Amiternina     | 32 | 34 | 9  | 5  | 20 | 42 | 53 | -11 |
|  | 18.  | Virtus Teramo  | 27 | 34 | 6  | 9  | 19 | 39 | 60 | -21 |

Legenda:

      Promossa in Serie D 2017-2018.

      Ammessa ai play-off nazionali.

  Partecipa ai play-off o ai play-out.

      Retrocessa direttamente in Promozione 2017-2018.

Note:

Tre punti a vittoria, uno a pareggio, zero a sconfitta.

## Spareggi

### Play-off
Le semifinali sono state disputate il 7 maggio 2017. La finale ha avuto luogo il 14 maggio 2017.

#### Semifinali
| Squadra 1    | Risultato | Squadra 2      |
| ------------ | --------- | -------------- |
| Martinsicuro | 0 - 1     | Alba Adriatica |
| Paterno      | 1 - 4     | Francavilla    |

#### Finale
| Squadra 1      | Risultato | Squadra 2   |
| -------------- | --------- | ----------- |
| Alba Adriatica | 1 - 3     | Francavilla |

### Play-out
I play-out si sono disputati il 14 maggio 2017.
| Squadra 1   | Risultato   | Squadra 2  |
| ----------- | ----------- | ---------- |
| Montorio 88 | 1 - 1 (dts) | Amiternina |
| Morro d'Oro | 0 - 1       | Miglianico |

### Verdetti
- Nerostellati promosso in Serie D 2017-2018.
- Morro d'Oro, Amiternina (dopo i play-out) e Virtus Teramo retrocessi in Promozione Abruzzo 2017-2018.